# Citalopram
El citalopram es un medicamento antidepresivo del tipo inhibidor selectivo de recaptación de serotonina (ISRS). Se creó en 1989.

## Mecanismo de acción
Actúa como antidepresivo al potenciar la actividad serotoninérgica en el SNC teniendo efectos mínimos sobre la recaptación neuronal de norepinefrina (NE) y dopamina (DA). Ha demostrado una mayor selectividad para la inhibición de la recaptación de serotonina a comparación de otros antidepresivos como fluoxetina, paroxetina y tricíclicos. 
Tiene una baja afinidad por los receptores muscarínicos de acetilcolina y no ha mostrado un efecto significativo sobre los receptores alfa o beta adrenérgicos, receptores de dopamina-1, dopamina-2, histamina, 5HT1A, 5HT1B,  ácido gamma-aminobutírico, opioides o benzodiacepinas.

## Farmacocinética
La absorción del citalopram es casi completa y totalmente independiente de la ingesta de alimentos. La concentración plasmática máxima se alcanza alrededor de las 4 horas después de su administración oral. Su biodisponibilidad es de alrededor del 80 por ciento, y la unión a proteínas plasmáticas es menor al 80 por ciento. El metabolismo de esta sustancia se realiza a nivel hepático, por demetilación, desaminación oxidativa y oxidación.
Todos los metabolitos activos son también ISRS, pero más débiles. El citalopram es únicamente un débil inhibidor de la ruta metabólica P450 2D6.
La vida media de eliminación es de aproximadamente unas 35 horas y aumenta este tiempo en las personas mayores de 60 años o con función hepático o renal disminuidas. El citalopram se excreta casi en su totalidad por la vía hepática y el resto por vía renal.
Se alcanzan niveles plasmáticos estables recién a la semana del tratamiento. Está indicado que en los pacientes con insuficiencia hepática no deben usarse dosis superiores a los 20 mg diarios.

## Usos

### Usos aprobados
El citalopram puede prescribirse para:
- síntomas de depresión,
- trastorno de ansiedad social,
- trastorno de pánico,[1]
- TOC (trastorno obsesivo-compulsivo),[2]
- enfermedad de Huntington
- y trastorno disfórico premenstrual (TDPM).[3]

El citalopram es el substrato de la glicoproteína P (PGP) y es transportado activamente por esa proteína del cerebro. Probablemente es menor su eficacia en quienes poseen cierta versión de PGP (alelo TT), lo que sugiere que, en los pacientes que no responden al citalopram, será un mejor antidepresivo aquel que no sea substrato del PGP ―por ejemplo, la fluoxetina (Prozac) o la mirtazapina (Remeron), pero no la venlafaxina (Effexor), la amitriptilina (Elavil) o la paroxetina (Paxil), que son el substrato PGP―.

### Usos en investigación, usos no autorizados y usos fuera de marca
El citalopram se utiliza con frecuencia fuera de las indicaciones para el tratamiento de:
- ansiedad,
- onicofagia (comerse las uñas),
- TDAH (trastorno por déficit de atención con hiperactividad),
- trastorno dismórfico corporal,
- trastornos alimentarios,
- alcoholismo,
- y las diferentes fobias sociales.[5][6]

#### Alzheimer
Un estudio de 2014 afirma que en ratones este antidepresivo detuvo el crecimiento de las placas beta amiloides de la enfermedad de Alzheimer existentes y redujo la formación de nuevas placas en un 78 por ciento. En un segundo experimento, los científicos administraron una única dosis de citalopram a 23 personas de entre 18 y 50 años que no mostraban deterioro cognitivo ni padecían tampoco depresión. Cuando obtuvieron muestras de líquido cefalorraquídeo a las 24 horas, observaron una reducción del 37 por ciento en la producción de la proteína beta amiloide.

#### Neuropatía diabética y eyaculación precoz
El citalopram se ha usado para disminuir la sintomatología de la neuropatía diabética y la
eyaculación precoz.

#### Prevención de migraña
Si bien el citalopram es menos eficaz que la amitriptilina en la prevención de las migrañas, en casos refractarios la terapia combinada puede ser más eficaz.

#### Sofocos o bochornos
El citalopram y otros ISRS (inhibidores selectivos de la recaptación de serotonina) se pueden utilizar para tratar la sofocos.

#### Autismo
Un estudio controlado aleatorio multicéntrico en el 2009 no encontró beneficios y algunos efectos adversos en los niños autistas de citalopram, levantando dudas sobre si los ISRS son eficaces para el tratamiento de conductas repetitivas en los niños con autismo.

### Proteínas cannabinoides
Algunas investigaciones sugieren que el citalopram interactúa con acoplamientos de proteínas cannabinoides en el cerebro, y esto se presenta como una posible causa de algunos efectos antidepresivos de este fármaco.

## Contraindicaciones
Uso concomitante de un IMAO (incluido linezolid o azul de metileno intravenoso) o uso dentro de los 14 días posteriores a la interrupción de un IMAO destinado a tratar trastornos psiquiátricos
Uso concomitante con pimozida
Hipersensibilidad al principio activo

## Efectos adversos
Comunes 
- Dermatológicos: diaforesis
- Gastrointestinales: constipación, diarrea, náusea, vómito y xerostomía
- Neurológicos: mareo, cefalea, insomnio, somnolencia y temblores
- Reproductivos: disfunción sexual

Graves e infrecuentes
- Cardiovasculares: infarto al miocardio, intervalo QT prolongado.
- Neurológicos: accidente cerebrovascular
- Psiquiátricos: pensamientos suicidas
- Síndrome  serotoninérgico: potencialmente mortal, a menudo durante el uso concomitante con otros medicamentos serotoninérgicos (es decir, antidepresivos tricíclicos, fentanilo, litio, tramadol, buspirona, triptófano, hierba de San Juan, anfetaminas) o inhibidores de la serotonina (es decir, IMAO, linezolid , azul de metileno). Se recomienda monitoreo y discontinuar si se sospecha.

## Dosis y administración
La dosis usual recomendada para quienes comienzan a tomar este fármaco es de 20 mg al día, administrados preferentemente por la mañana o por la noche sin relación con las comidas. Dependiendo de la opinión médica y la respuesta del paciente a sus efectos, esta se puede aumentar hasta un máximo de 60 mg diarios.
En pacientes mayores de 65 años, la dosis recomendada es de 20 mg diarios, aunque podría llegar a aumentarse, por recomendación médica, hasta unos 40 mg diarios.
El citalopram tarda aproximadamente entre 3 y 4 semanas en hacer que se sientan los efectos benéficos sobre el estado de ánimo, y hasta 4 horas después de la ingesta sobre su biología. La interrupción del tratamiento debe hacerse de forma gradual, no abrupta. Se necesitan unos cuantos meses para que pueda actuar de forma total y efectiva.[cita requerida]